# Eristalinus laetus
Eristalinus laetus là một loài ruồi trong họ Ruồi giả ong (Syrphidae). Loài này được Wiedemann mô tả khoa học đầu tiên năm 1830. Eristalinus laetus phân bố ở miền Đông phương